# Yasmin Paige
Yasmin Paige (Londra, 1991) è un'attrice britannica.

## Filmografia parziale

### Cinema
- Un sogno ad occhi aperti (Wondrous Oblivion), regia di Paul Morrison (2003)
- Tooth, regia di Edouard Nammour (2004)
- The Keeper: The Legend of Omar Khayyam, regia di Kayvan Mashayekh (2005)
- True True Lie, regia di Eric Styles (2006)
- 2 Young 4 Me - Un fidanzato per mamma (I Could Never Be Your Woman), regia di Amy Heckerling (2007)
- Submarine, regia di Richard Ayoade (2010)
- Il sosia - The Double (The Double), regia di Richard Ayoade (2013)
- Chicken, regia di Joe Stephenson (2015)
- The Souvenir Part II, regia di Joanna Hogg (2021)

### Televisione
- L'uomo dal doppio passato (Second Nature) - film TV (2003)
- The Mysti Show - serie TV, 27 episodi (2004-2005)
- Ballet Shoes - film TV (2007)
- Le avventure di Sarah Jane (The Sarah Jane Adventures) - serie TV, 15 episodi (2007-2008)
- Pramface - serie TV, 18 episodi (2012-2014)
- Glue - miniserie TV, 8 episodi (2014)
- The Good Karma Hospital - serie TV, 3 episodi (2017)